# Nobody's Listening!
"Nobody's Listening!" es el noveno episodio de la primera temporada de la serie de televisión estadounidense Andor, basada en Star Wars creada por George Lucas y spin-off precuela de Rogue One. Fue escrito por Beau Willimon y dirigido por Toby Haynes.
El episodio está protagonizado por Diego Luna como Cassian Andor, quien repite su papel de la película derivada, Rogue One (2016). Haynes fue contratado en septiembre de 2020 después de un retraso en la producción debido a la pandemia de COVID-19, y Tony Gilroy se unió a la serie como showrunner a principios de 2019, reemplazando a Stephen Schiff. Ambos son productores ejecutivos junto a Luna y Kathleen Kennedy.
"Nobody's Listening!" se lanzó en Disney+ el 2 de noviembre de 2022.

## Trama
En Ferrix, Meero interroga a Bix para obtener información y al no obtener respuestas, le pide a un científico imperial llamado Dr. Gorst que la torture usando una máquina experimental, que la deja físicamente débil. Con la información que le dio, Meero se da cuenta de que Cassian pudo haber estado involucrado en el ataque de Aldhani, aunque no aprende nada de Luthen. En un momento, es abordada por Syrill quien le agradece por tomarlo en cuenta y le confiesa que su encuentro le ha dado un nuevo propósito para limpiar su reputación y servir a algo más grande. El OSI captura a un piloto rebelde del grupo de Kreegyr, quien revela que una central eléctrica en Spellhaus está lista para ser asaltada. 
Mothma recibe la visita de Vel, quien se revela como su prima, y la anima a mantener un perfil bajo mientras mantiene la fachada de una joven rica y políticamente no involucrada, sabiendo lo atrapadas que están por involucrase en la causa. Se reúne con Kolma mientras continúan trabajando para recaudar fondos de forma encubierta; Kolma le recomienda pedir un préstamo y le dice que ya hablo con un interesado: un banquero de Chandrila llamado Davo Sculdum, aunque Mothma se niega a una reunión debido a que sabe que es un criminal.
Mientras tanto, en Narkina 5, Cassian continua en sus extenuantes turnos, mientras comienza a fraguar con sus compañeros un plan para escapar de la prisión. Sin embargo, todo se inquieta cuando circulan rumores de un hecho ocurrido en el piso 2 de la prisión. Intenta convencer a Kino, pero este se niega, haciendo que Cassian explote de rabia al sentir que "nadie esta escuchando".
Al día siguiente, su compañero Ulaf sufre un derrame cerebral y es sacrificado por un médico de la prisión llamado Dr. Rhasiv ya que no puede trabajar de manera efectiva. El Dr. Rhasiv le confirma a Cassian y a Kino el rumor: un preso que había completado su sentencia fue enviado a trabajar en un nivel diferente en lugar de ser liberado, lo que obligó a la prisión a matar a todos los presos en ese nivel para encubrir el error. Cassian y Kino se dan cuenta de que la prisión nunca los dejará ir, lo que convence a Kino de unirse al plan de Cassian para escapar.

## Producción

### Desarrollo
El CEO de Disney, Bob Iger, anunció en febrero de 2018 que había varias series de Star Wars en desarrollo,  y en noviembre se reveló que una de ellas sería una precuela de la película Rogue One (2016). La serie fue descrita como un programa de suspenso de espías centrado en el personaje Cassian Andor, con Diego Luna retomando su papel de la película.  Jared Bush desarrolló originalmente la serie, escribiendo un guion piloto y una biblia de la serie para el proyecto.  A fines de noviembre, Stephen Schiff se desempeñaba como productor ejecutivo y productor ejecutivo de la serie.  Tony Gilroy, quien fue acreditado como coguionista de Rogue One y supervisó extensas regrabaciones de la película,  se unió a la serie a principios de 2019 cuando discutió los primeros detalles de la historia con Luna.  La participación de Gilroy se reveló en octubre, cuando estaba listo para escribir el primer episodio, dirigir varios episodios y trabajar junto a Schiff;  Gilroy había reemplazado oficialmente a Schiff como showrunner en abril de 2020.  Para entonces, se habían llevado a cabo seis semanas de preproducción de la serie en el Reino Unido, pero esto se detuvo y la producción de la serie se retrasó debido a la pandemia de COVID-19. La preproducción había comenzado nuevamente en septiembre antes del inicio planificado de la filmación el próximo mes. En ese momento, Gilroy, que reside en Nueva York, decidió no viajar al Reino Unido para la producción de la serie debido a la pandemia y, por lo tanto, no pudo dirigir el primer episodio de la serie. En cambio, se contrató a Toby Haynes, con sede en el Reino Unido, que ya estaba "alto en la lista" de posibles directores de la serie, para dirigir los primeros tres episodios. Gilroy seguiría siendo productor ejecutivo y showrunner.  En diciembre de 2020, se reveló que Luna sería productor ejecutivo de la serie. 
El noveno episodio, titulado "Nobody's Listening!", fue escrito por Beau Willimon.

### Escritura
Después del episodio independiente "Announcement", Andor reanudó su estructura de un arco narrativo de tres episodios. El arco de la tercera historia presenta a Andor encarcelado dentro de Narkina 5 y animando a sus encarcelados a escapar. El director Toby Haynes decidió filmar la escena que representa la tortura de Bix a través del dispositivo de sonido del Dr. Gorst, que originalmente no estaba incluido en el guion. Tenía la intención de que fuera un homenaje a la escena que representa la tortura de la princesa Leia en Star Wars (1977). Discutió la idea con la presidenta y productora ejecutiva de Lucasfilm, Kathleen Kennedy, quien estaba presente en el set en ese momento, quien la había aprobado. Aunque el editor de sonido David Acord tenía la intención de crear posibles diseños de sonido para la escena, Gilroy le había dicho que no lo hiciera, diciendo "No, no queremos escucharlo. El público no lo escucha, y que Adria Arjona lleve esa escena". Acord sintió que la elección de Gilroy de hacerlo fue efectiva, ya que sabía que el público especularía sobre lo que Bix estaba escuchando, comentando que "nuestra propia imaginación será mucho más aterradora o interesante de forma individual que cualquier cosa que podamos crear". El actor Andy Serkis había concebido que su personaje, Kino Loy, era un hombre que trabajaba como delegado sindical que tenía una familia y defendía los derechos laborales, pero que estaba traumatizado por su encarcelamiento en Narkina 5. La línea final del episodio presenta a Loy respondiendo a la solicitud de Andor de saber la cantidad de guardias presentes, ya que quería orquestar una fuga de la prisión diciendo "Nunca más de 12". Gilroy disfrutó de la línea porque sintió que era "causal y fuerte".

### Rodaje
El rodaje comenzó en Londres, Inglaterra, a finales de noviembre de 2020, con la producción basada en Pinewood Studios. La serie fue filmada bajo el título provisional Pilgrim, y fue la primera serie de Star Wars de acción en vivo que no hizo uso de la tecnología de fondo digital StageCraft. Los lugares de rodaje incluyeron Black Park en Buckinghamshire, Inglaterra para las escenas retrospectivas, así como en Middle Peak Quarry en Derbyshire, Inglaterra. Las escenas de Narkina 5 se filmaron al final del rodaje de Andor. Serkis había comentado que "la insensibilización de usar un traje de papel y caminar descalzo fue lo más extraño del proceso", mientras que Luna estuvo de acuerdo con los sentimientos de Serkis, diciendo que usar el uniforme "te hizo sentir como un número más" y que el decorado de la prisión se había convertido "metafóricamente en algo diferente para cada actor: todos encontraron una manera de odiar la prisión".

### Música
Nicholas Britell compuso la partitura musical del episodio.  La banda sonora del episodio se lanzó en diciembre de 2022 como parte del tercer volumen de la serie.

## Lanzamiento
"Nobody's Listening!" se lanzó en Disney+ el 2 de noviembre de 2022.

## Recepción

### Respuesta crítica
El sitio web del agregador de reseñas Rotten Tomatoes informa un índice de aprobación del 100%, basado en 21 reseñas. El consenso crítico del sitio dice: "Diego Luna y Andy Serkis forman una pareja convincente en una entrega de Andor que demuestra metódicamente cómo el sistema opresivo del Imperio destruye a las personas".